# Rhodiola tangutica
Rhodiola tangutica är en fetbladsväxtart som först beskrevs av Carl Maximowicz, och fick sitt nu gällande namn av S.H. Fu. Rhodiola tangutica ingår i släktet rosenrötter, och familjen fetbladsväxter. Inga underarter finns listade i Catalogue of Life.